# 富川盛武

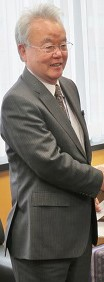
2017年3月

富川 盛武（とみかわ もりたけ、1948年1月13日 - ）は、日本の経済学者、地方公務員。沖縄国際大学学長や、沖縄県政策参与を経て、沖縄県副知事、沖縄国際大学名誉教授。

## 人物・経歴
沖縄県中頭郡北谷町生まれ。1971年琉球大学法文学部経済学科卒業。1974年明治大学大学院政治経済学研究科経済学専攻修士課程修了。1976年沖縄国際大学商経学部専任講師。1981年北海道大学で研修。1985年沖縄国際大学商経学部教授。1990年ハワイ大学客員研究員。2001年「台湾の工業化と企業適応に関する研究 : 企業適応のネットワーク機能を中心に」で明治大学より博士（経済学）の学位を取得。
2003年沖縄銀行監査役。2004年沖縄国際大学産業情報学部長。2006年沖縄国際大学大学院地域産業研究科長。2008年から2012年まで沖縄国際大学学長。2015年沖縄県政策参与。2017年から安慶田光男の後任として沖縄県副知事を務め、経済政策や普天間基地移設問題などを担当した。2018年沖縄県知事職務代理者。2021年那覇空港ビルディング会長。大学院在学中に新宿区の剛柔流道場に通い始め、空手三段。趣味はマラソン。孫はネイルアーティストの富川奈恵。